# Västerhaninge station
Västerhaninge är en station på Stockholms pendeltågsnät, belägen i Västerhaninge inom Haninge kommun, 31,1 km från Stockholm C.
Restiden med tåg till Stockholm eller Nynäshamn är cirka 30 minuter. Antalet påstigande en vintervardag har beräknats till 4 500. 

## Historik
Stationen har under mitten och senare delen av 1990-talet varit föremål för upprustning: utökad bangård, direktanslutning mellan buss och tåg, en plattform nås via en gångtunnel som också tjänar som en förbättrad förbindelse mellan västra och östra Västerhaninge, ny stationsbyggnad dels på sidoplattformen och dels i anslutning till gång- och cykeltunneln samt uppvärmda väntutrymmen på plattformarna.

## Bussar
I anslutning till stationen finns en bussterminal med direkt omstigning mellan tåg och buss. Ett antal SL busslinjer trafikerar bussterminalen. Vid stationen finns även en infartsparkering och en taxistation.

## Bilder

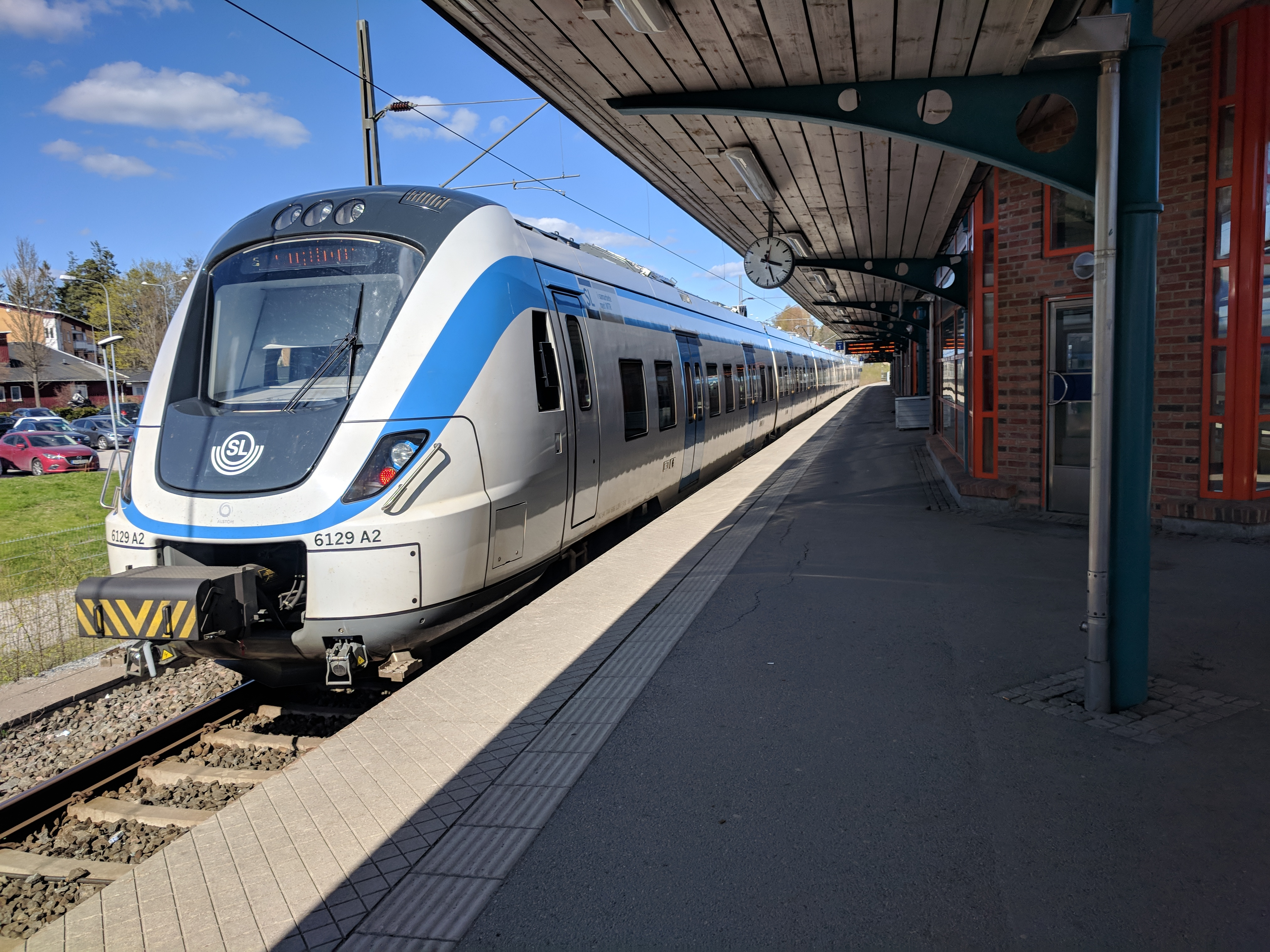
Ingång
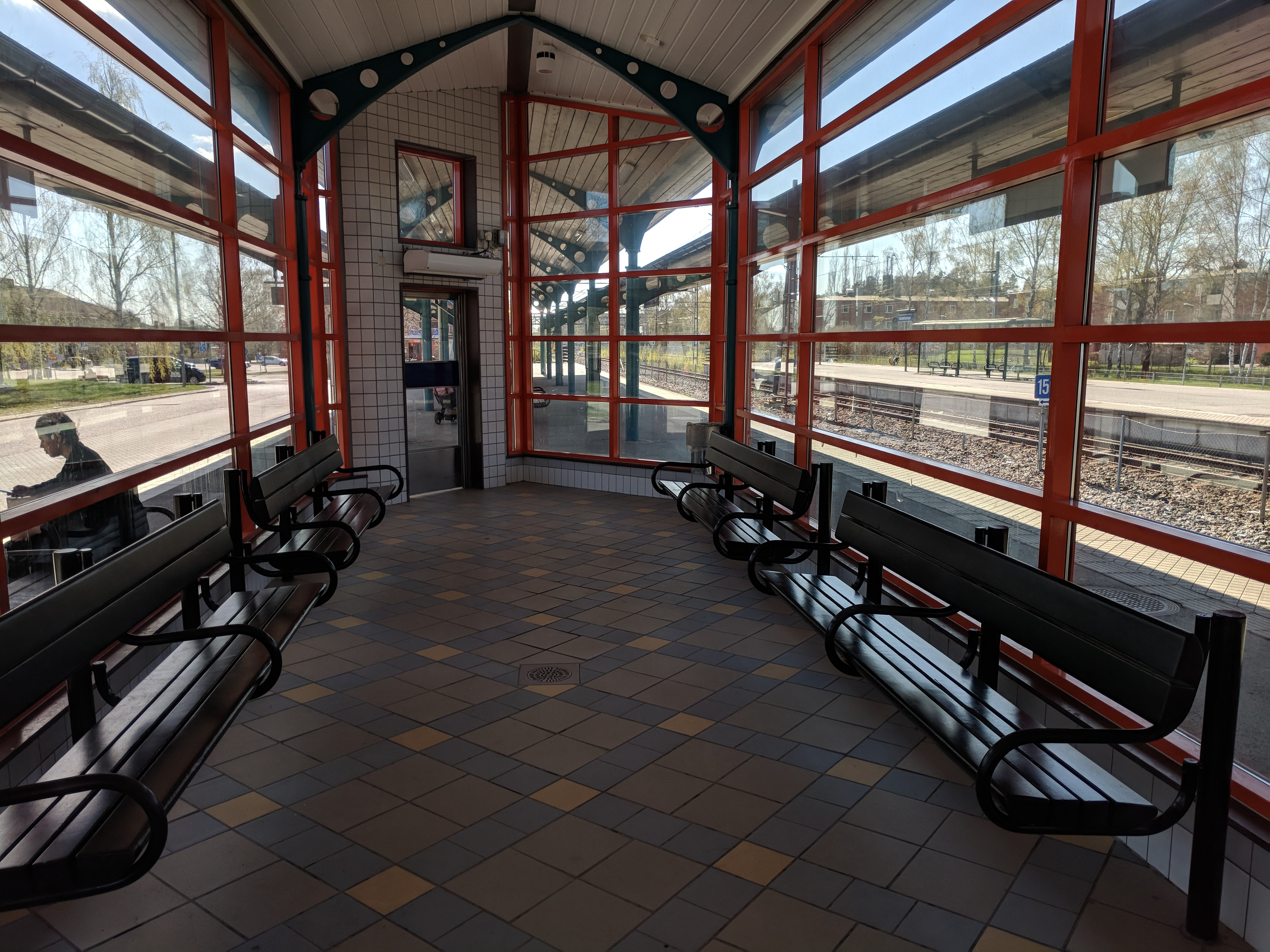
Vänthall
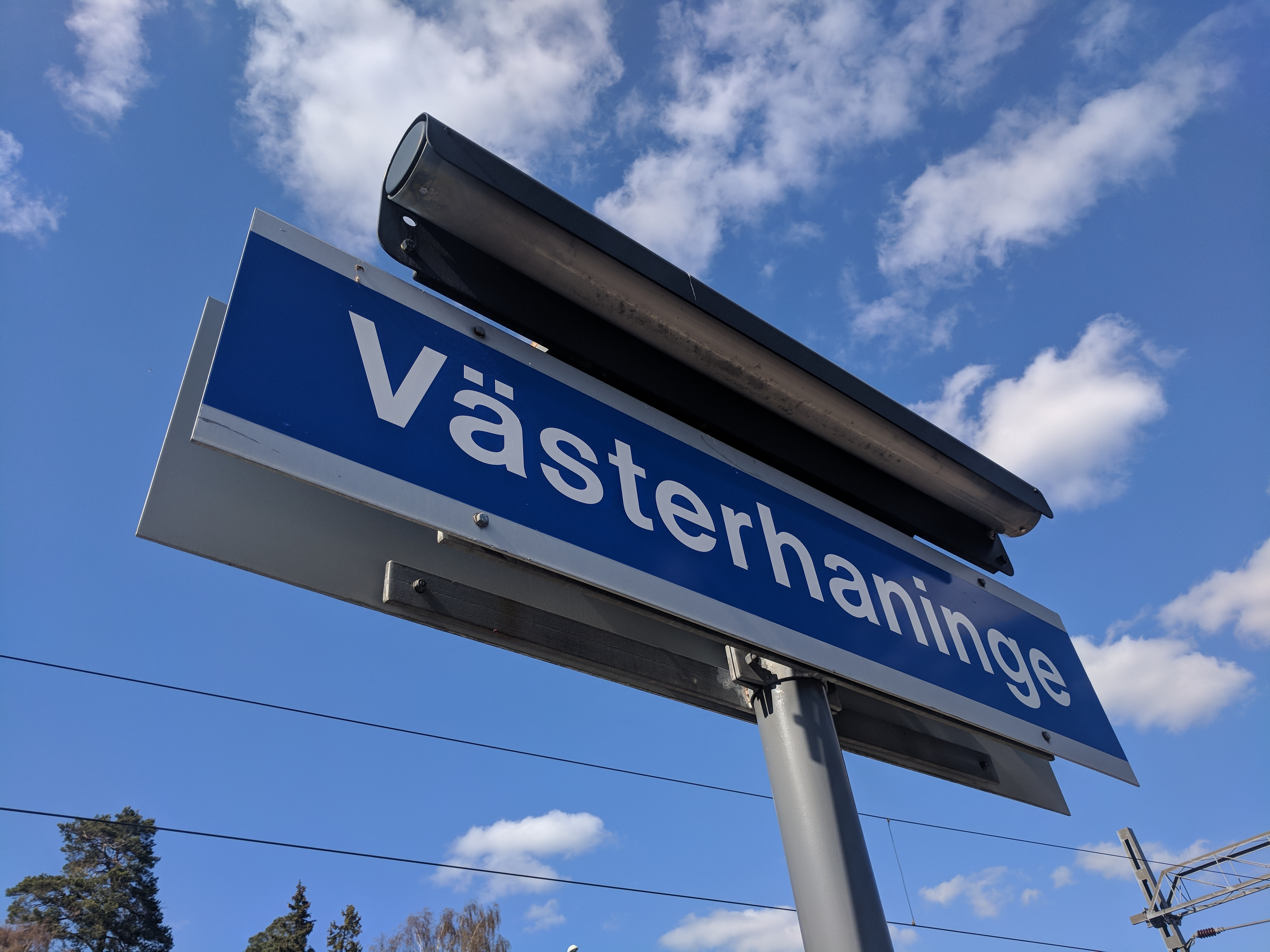
Stationsskylt
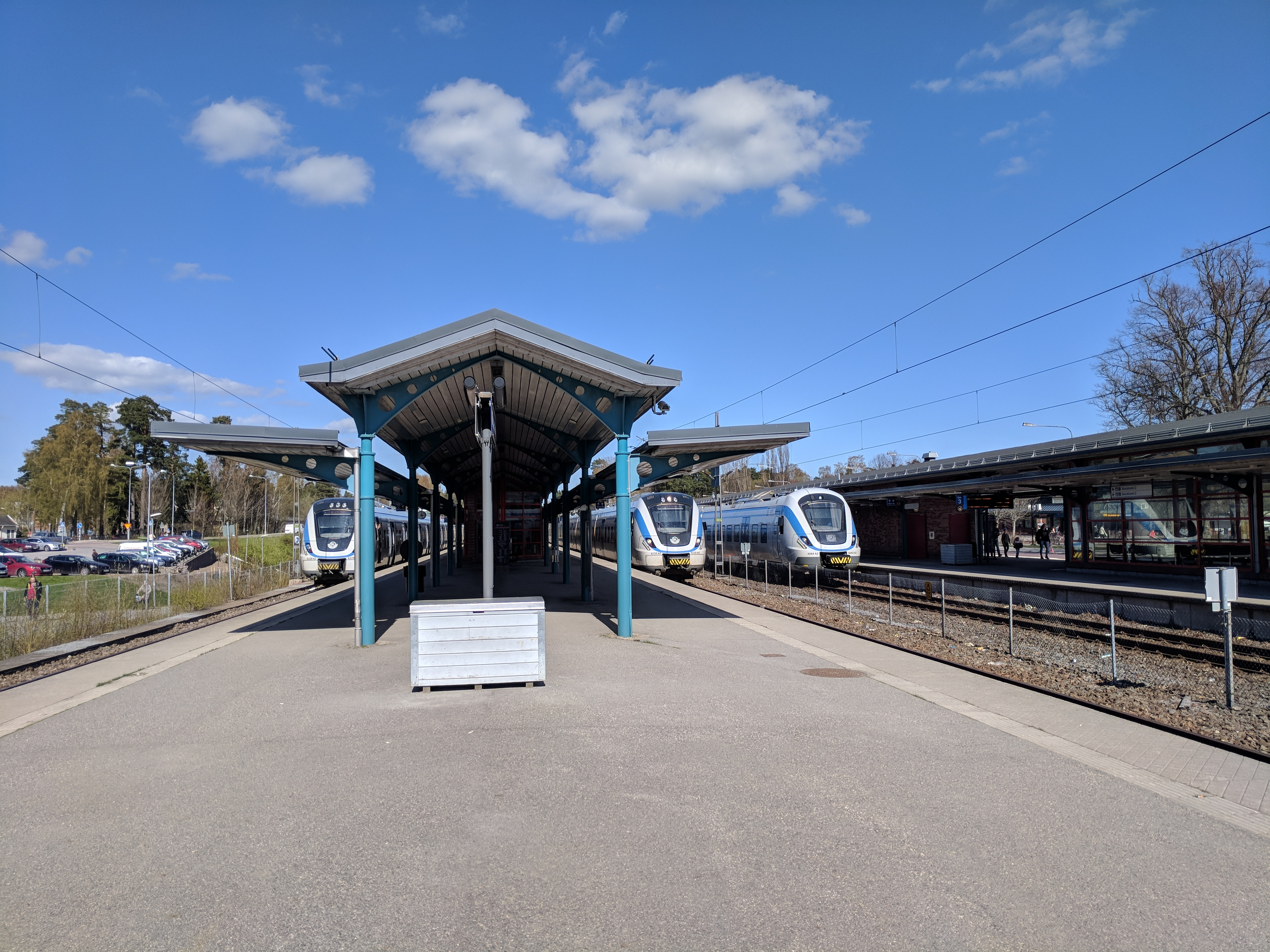
Perrongen
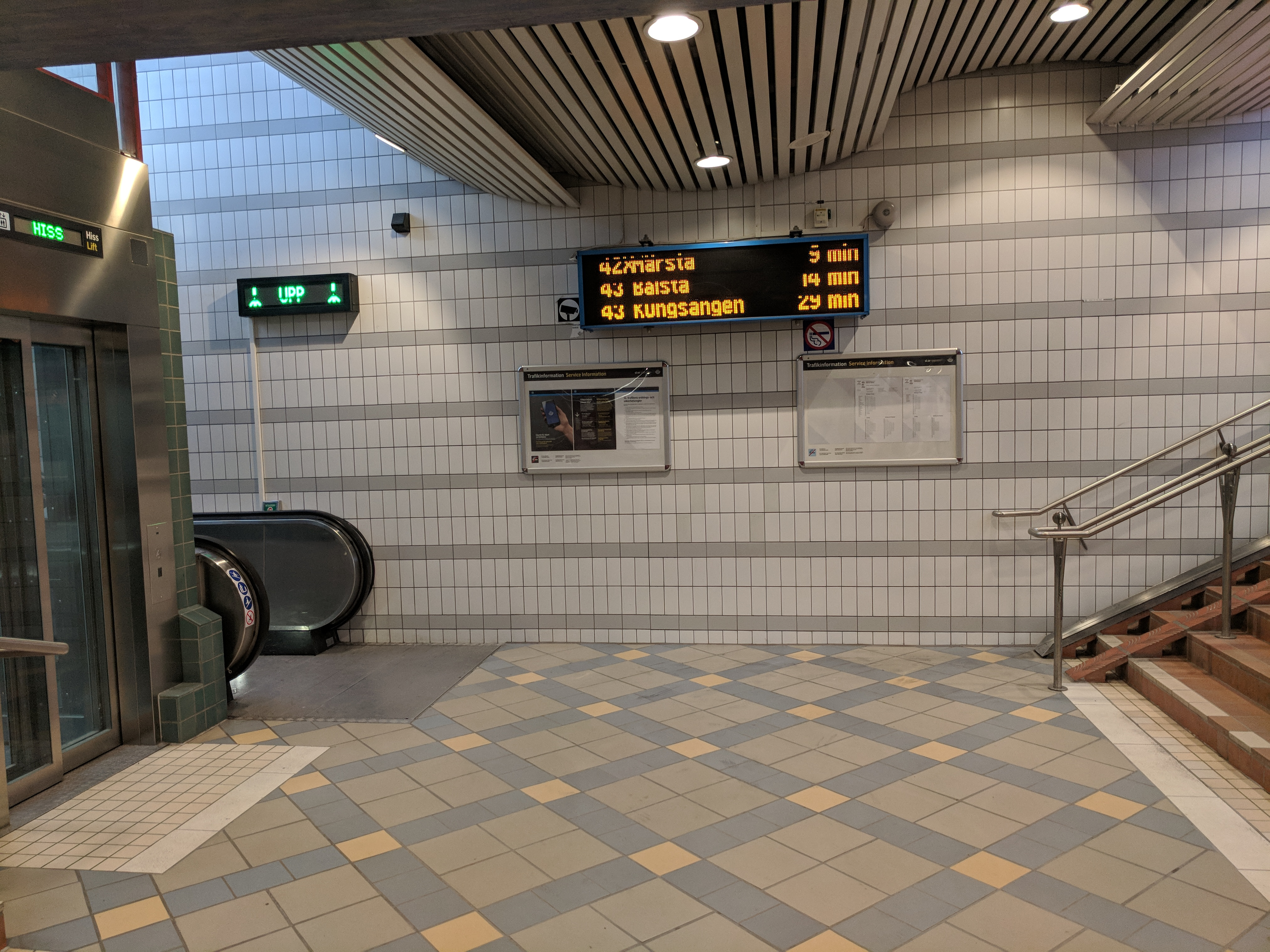
Uppgång till plattformen
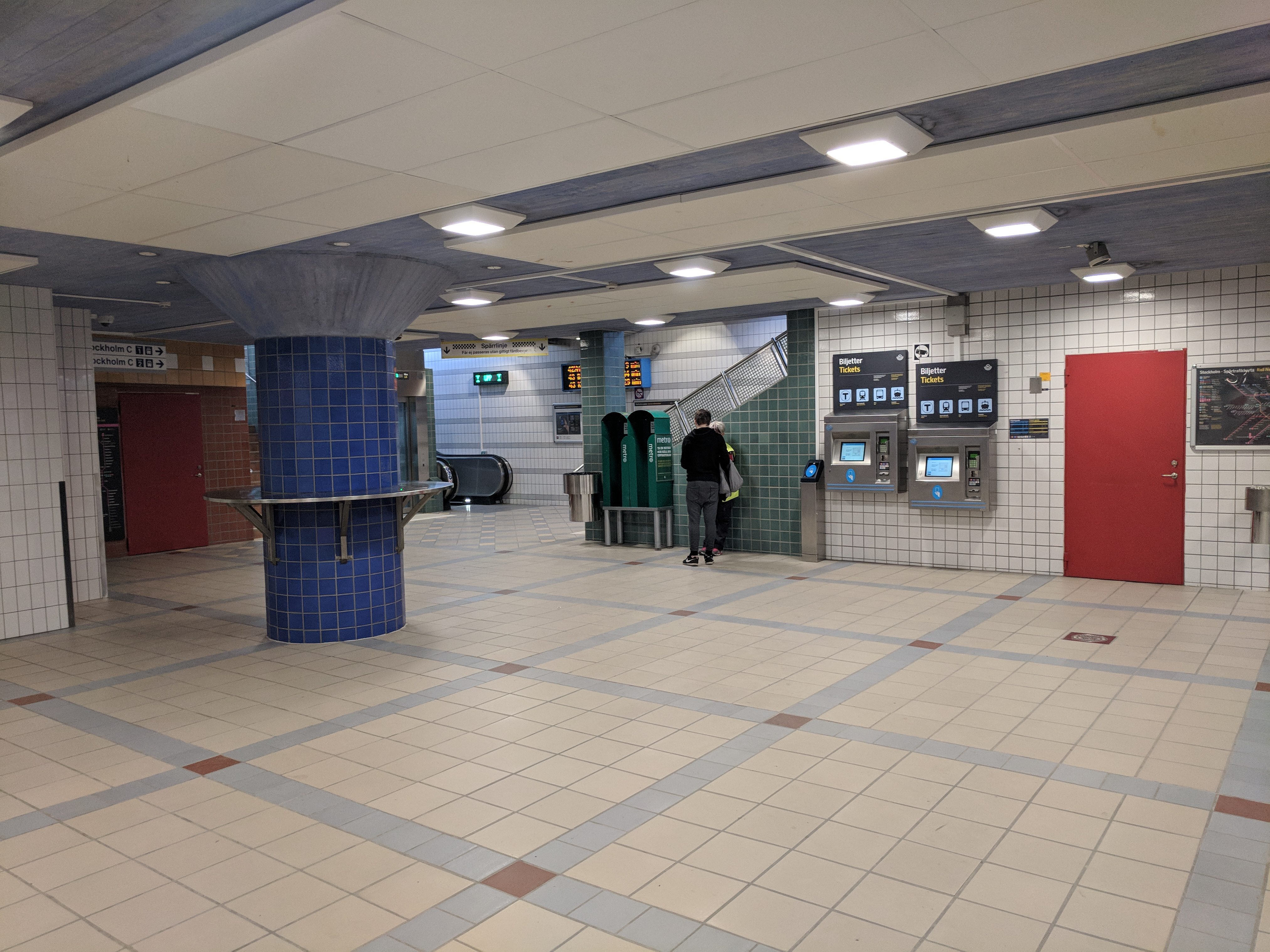
Stationshallen
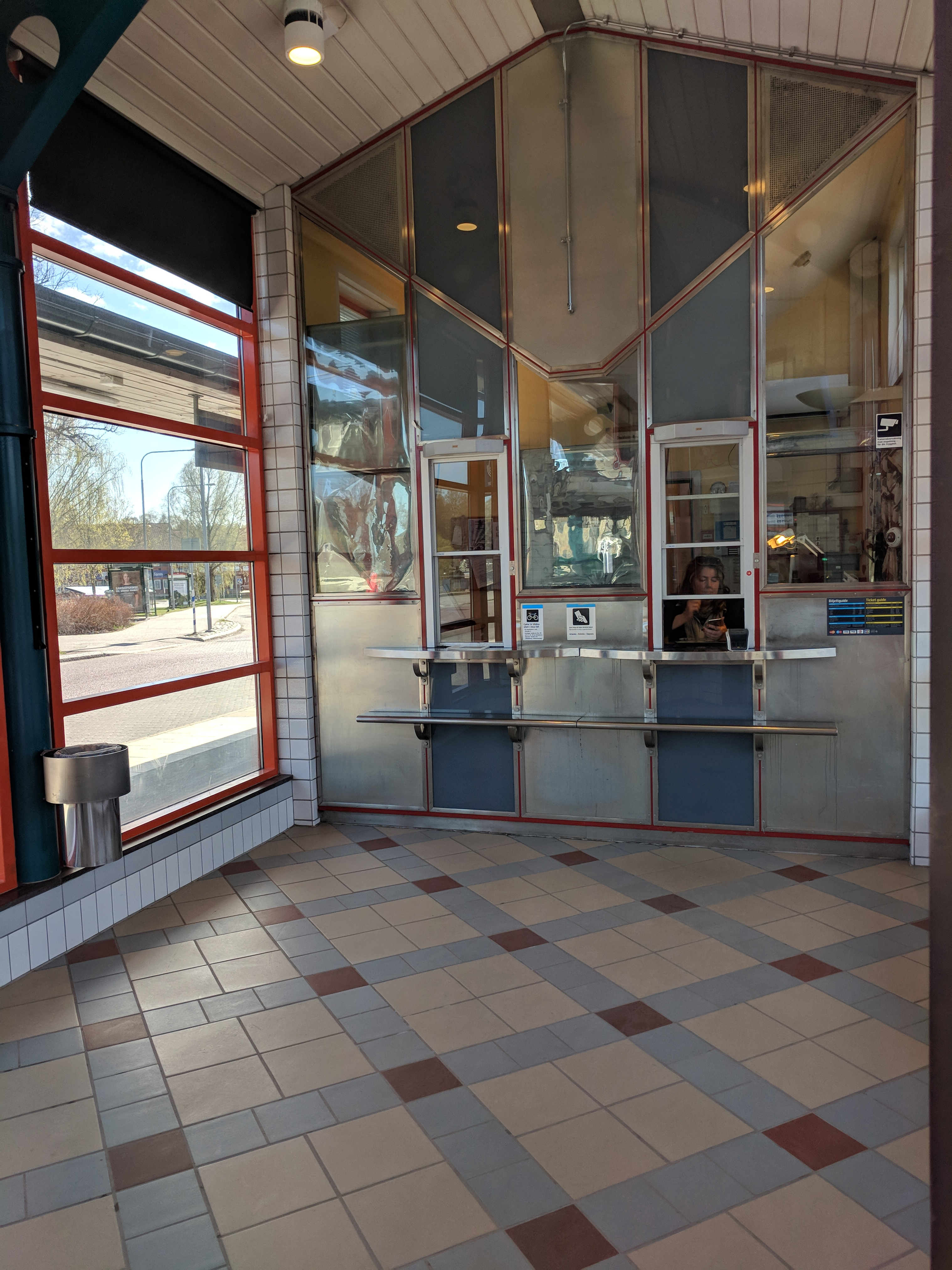
Biljetthallen
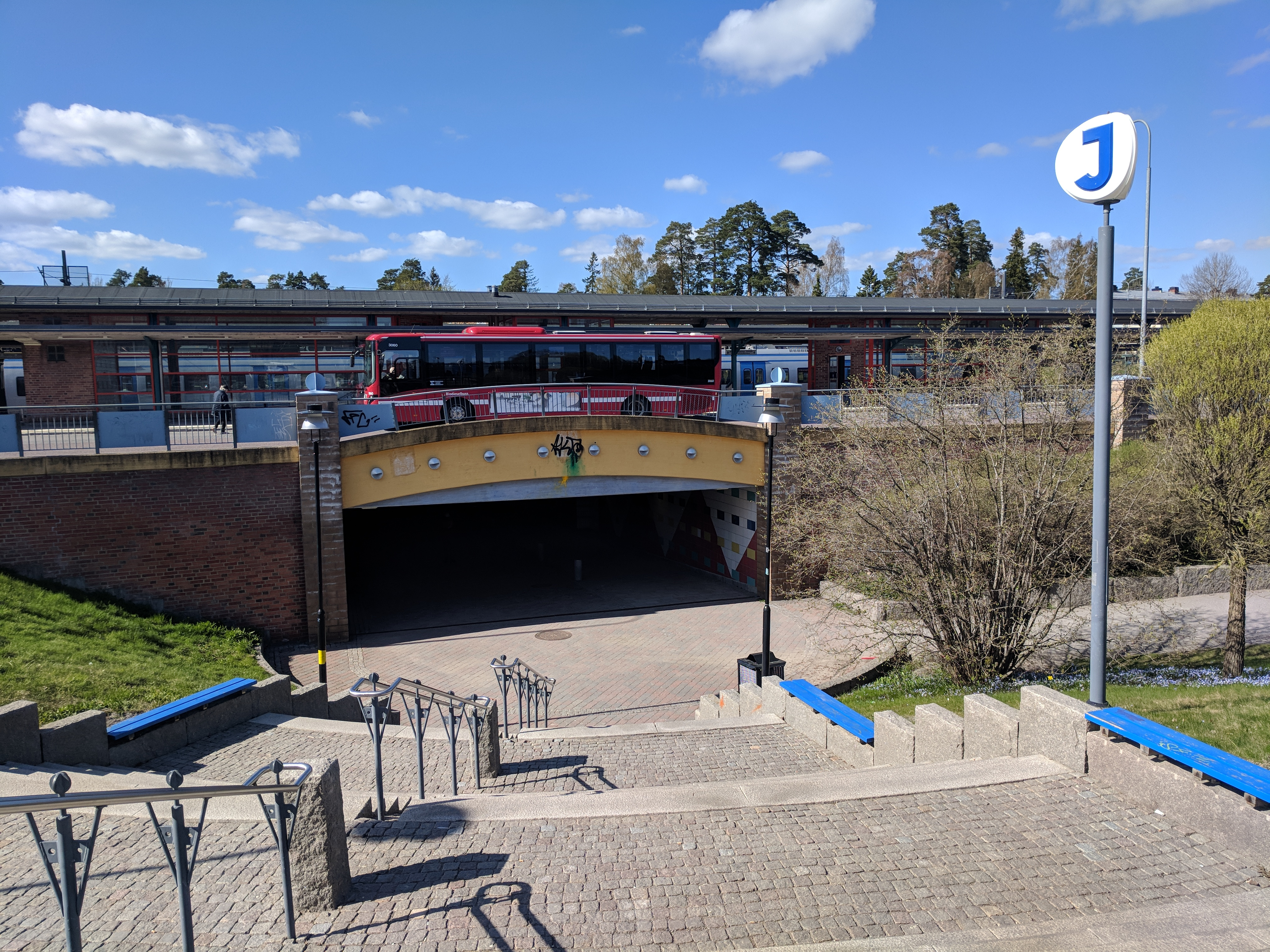
Stationen